# Philip Seymour Hoffman
Pour les articles homonymes, voir Hoffman.
Philip Seymour Hoffman [ˈfɪlɪp ˈsiːmɔː(ɹ) ˈhɒfmən], né le 23 juillet 1967 à Fairport, État de New York (États-Unis) et mort le 2 février 2014 à West Village, État de New York (États-Unis) est un acteur et réalisateur américain.
Il amorce sa carrière d'acteur en 1991 et, l'année suivante, commence à apparaître dans des films. Il acquiert une certaine reconnaissance de son travail pour ses seconds rôles dans Le Temps d'un week-end (1992), Twister (1996), Boogie Nights (1997), The Big Lebowski (1998), Docteur Patch (1998), Magnolia (1999), Le Talentueux Mr Ripley (1999), Presque célèbre (2000), Dragon Rouge (2002), La 25e Heure (2002) et Retour à Cold Mountain (2003).
En 2005, Philip Seymour Hoffman incarne le rôle-titre dans Truman Capote, qui lui vaut plusieurs prix, dont celui de l'Oscar du meilleur acteur. Ses trois autres nominations aux Oscars sont obtenues pour ses rôles dans La Guerre selon Charlie Wilson (2007), Doute (2008) et The Master (2012). Il tourne aussi dans des longs-métrages acclamés par la critique tels que Owning Mahowny (2003), 7 h 58 ce samedi-là (2007), La Famille Savage (2007), Synecdoche, New York (2008), Le Stratège (2011) et Les Marches du pouvoir (2011). En 2010, il fait ses débuts de réalisateur avec Rendez-vous l'été prochain.

## Biographie

### Jeunesse et formation

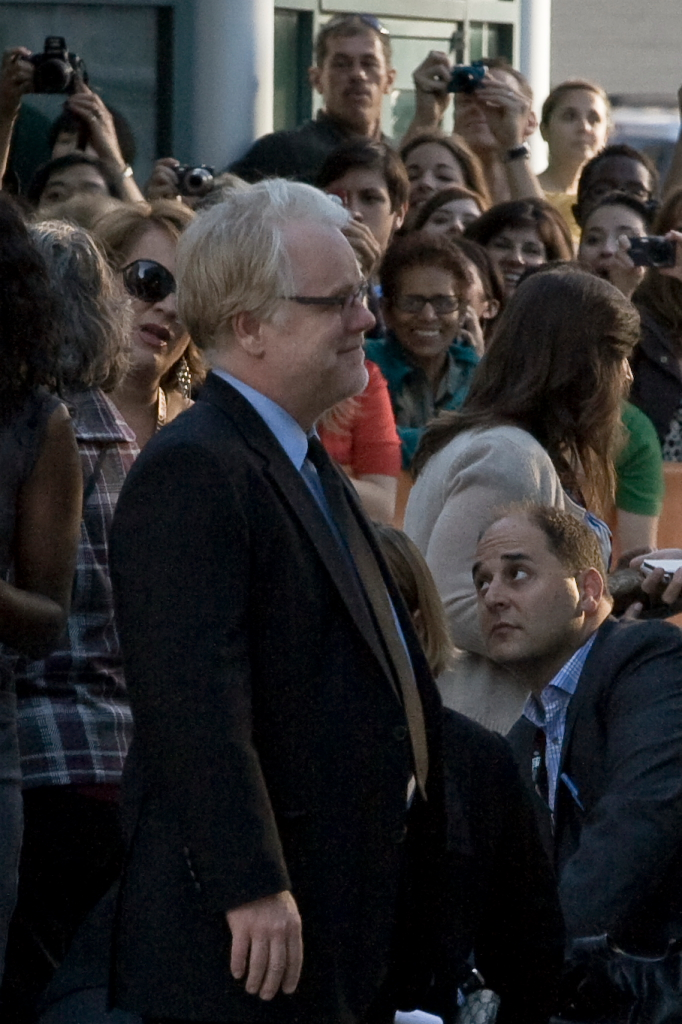
Hoffman au Festival de Toronto lors de la première du Stratège, en septembre 2011.

Philip Hoffman est né le 23 juillet 1967 à Fairport, dans la banlieue de Rochester, dans l'État de New York, aux (États-Unis),,. Fils de Marilyn O'Connor (née Loucks), juge et avocate au tribunal familial originaire de la ville voisine de Waterloo, et de Gordon Stowell Hoffman, ancien cadre de Xerox,, il a deux sœurs, Jill et Emily, et un frère, Gordy, scénariste de Love Liza, dans lequel Philip Seymour Hoffman a joué. Philip Seymour Hoffman est d'ascendance irlandaise, allemande, anglaise et néerlandaise,. Bien que son père soit protestant et sa mère catholique, il n'a pas été élevé plus particulièrement dans une confession,,. Ses parents divorcent en 1976.

### Formation
Philip Seymour Hoffman commence à jouer la comédie lorsqu'il était étudiant au lycée de Fairport (en), après une blessure qui l'a obligé à abandonner la lutte. À l'âge de 17 ans, il a été sélectionné pour participer à la 1984 Theater School à la New York State Summer School of the Arts, à Saratoga Springs, rencontrant ses futurs collaborateurs Dan Futterman et Bennett Miller. Après avoir été diplômé du lycée de Fairport, Hoffman a assisté au programme d'été du Circle in the Square Theatre, en continuant sa formation d'acteur avec Alan Langdon. Il obtient en 1989 un Bachelor of Fine Arts en expression théâtrale à la Tisch School of the Arts de l'Université de New York. À l'université, il est, avec l'acteur Steven Schub et Bennett Miller, le fondateur de la compagnie théâtrale Bullstoi Ensemble.

### Carrière

#### Cinéma et télévision

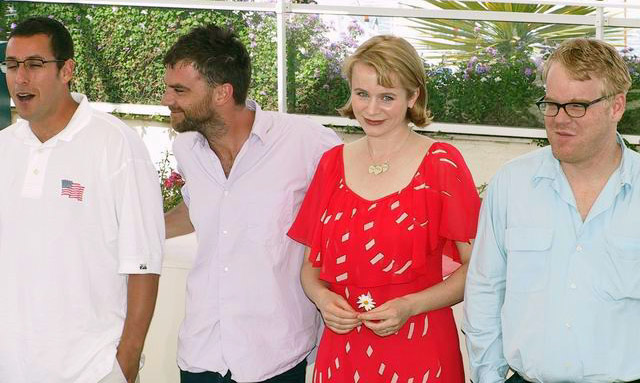
Hoffman (à droite) avec Adam Sandler, Paul Thomas Anderson et Emily Watson au Festival de Cannes en 2002.

Pour son premier rôle, Philip Seymour Hoffman interprète un homme accusé de viol dans l'épisode The Violence of Summer de la série New York, police judiciaire, en 1991. Il fait sa percée au cinéma en 1992, apparaissant dans quatre longs-métrages, dont Le Temps d'un week-end, dans lequel il incarne le camarade de classe gâté et sans scrupules de Chris O'Donnell. Par la suite, il mène une carrière cinématographique prospère et respectée en jouant des personnages divers et idiosyncrasiques dans des seconds rôles, en collaboration avec un large éventail de réalisateurs comme Todd Solondz (Happiness), Les Frères Coen (The Big Lebowski), Spike Lee (La 25e heure), Cameron Crowe (Presque célèbre), David Mamet (Séquences et conséquences), Bennett Miller (Truman Capote, Le Stratège), Robert Benton (Un homme presque parfait) et Anthony Minghella (Le Talentueux Mr Ripley). Il est à l'affiche de cinq des six premiers films de Paul Thomas Anderson, à savoir Double mise, Boogie Nights, Magnolia, Punch-Drunk Love et The Master. Il apparaît aussi dans le documentaire The Party's Over, consacré à l'élection présidentielle américaine de 2000. Tout au long de sa carrière, il lui est rarement donné la chance de jouer un rôle principal. Toutefois, en 2002, il incarne un veuf faisant face au suicide de sa femme dans Love Liza, film dont son frère Gordy a écrit le scénario. L'année suivante, il joue le rôle principal d'Owning Mahowny, celui d'un employé de banque qui détourne de l'argent pour nourrir sa dépendance au jeu.
Il continue à tenir des seconds rôles dans des films tels que Retour à Cold Mountain, en tant que prédicateur charnellement obsédé, Polly et moi, en tant que copain grossier de Ben Stiller et acteur has-been et Mission: Impossible 3, en tant que crapuleux trafiquant d'armes. Il obtient sa première nomination au Primetime Emmy Awards pour sa prestation dans la mini-série d'HBO, Empire Falls, mais a perdu face à son partenaire et idole personnelle Paul Newman, avec qui il avait déjà tourné une dizaine d'années auparavant dans Un homme presque parfait, dans lequel Hoffman incarnait un officier de police frappé au visage par le personnage de Newman. Il avait obtenu une seconde nomination aux Emmy Awards pour les Daytime Emmy Awards dans la catégorie meilleur interprète dans un programme d'animation pour la série d'animation Arthur en 2010.
En 2005, il incarne le rôle-titre dans le film Truman Capote, réalisé par Bennett Miller. Sa prestation lui vaut les éloges de la critique et plusieurs prix et distinctions, dont l'Oscar du meilleur acteur, le Golden Globe du meilleur acteur dans un film dramatique, le Screen Actors Guild Award du meilleur acteur et le British Academy Film Award du meilleur acteur. En outre, il est élu meilleur acteur par au moins dix associations de critiques de cinéma, dont le National Board of Review, le Toronto Film Critics Association et le Los Angeles Film Critics Association.

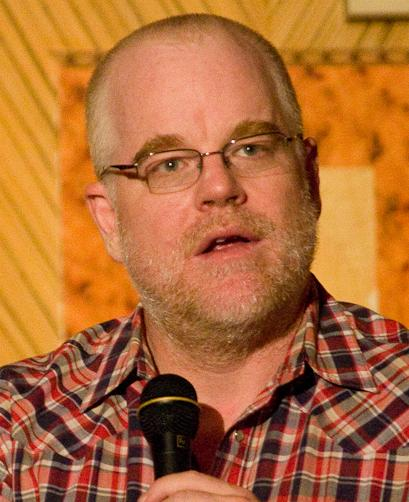
Hoffman à un événement au Hudson Union Society en septembre 2010.

En 2007, il incarne Gust Avrakotos, un agent de la CIA aidant le député Charles Wilson à soutenir une guerre secrète en Afghanistan dans La Guerre selon Charlie Wilson, de Mike Nichols. Sa prestation ne passe pas inaperçue puisqu'il obtient une nomination au Golden Globe du meilleur acteur dans un second rôle. En 2008, il est nommé à l'Oscar du meilleur acteur dans un second rôle, mais perd face à Javier Bardem pour No Country for Old Men. La même année, il est apparu dans Synecdoche, New York, où il joue Caden Cotard, un metteur en scène tentant de construire une réplique grandeur nature de la ville de New York dans un entrepôt pour une pièce et dans Doute, dans lequel il interprète le père Flynn, prêtre respecté accusé d'abus sexuel sur mineur sur un élève par la mère supérieure d'une école catholique, incarnée par Meryl Streep. Pour Doute, il obtient deux nominations aux Golden Globes et au SAG Awards. Il est également nommé pour la seconde fois à l'Oscar du meilleur acteur dans un second rôle pour sa performance. En 2009, Hoffman incarne Le Comte dans la comédie Good Morning England de Richard Curtis, où il interprète un personnage excentrique et égocentrique dans les années rock'n'roll, aux côtés de Rhys Ifans et Bill Nighy. En 2010, il signe son premier film en tant que réalisateur, Rendez-vous l'été prochain, dans lequel il tient le rôle principal, aux côtés d'Amy Ryan, avec qui il avait joué dans Truman Capote.
En 2012, Hoffman est la vedette du drame de Paul Thomas Anderson The Master, incarnant un leader charismatique de la Scientologie naissante dans l'Amérique d'après-guerre. Pour ce rôle, il est nommé pour la troisième fois à l'Oscar du meilleur acteur dans un second rôle. En 2013, il prête ses traits à Plutarch Heavensbee dans Hunger Games : L'Embrasement, suite d'Hunger Games.
Sa dernière apparition publique date du 19 janvier 2014 au Festival de Sundance, où il est venu présenter deux films dans lesquels il tenait un rôle, à savoir Un homme très recherché (A Most Wanted Man) et God's Pocket, dont il est également producteur,.
Au moment de sa mort, Hoffman filmait la deuxième partie de Hunger Games : La Révolte, épisode final de la saga cinématographique d'Hunger Games et avait déjà tourné la majorité de ses scènes. En outre, il devait également réaliser son second film, Ezekiel Moss et avait tourné un pilote d'une série, Happyish, pour Showtime et qui fut commandé pour une saison complète deux semaines avant son décès.

#### Théâtre
Philip Seymour Hoffman a également reçu des éloges pour son travail au théâtre. Il a rejoint le LAByrinth Theater Company (en) en 1995 et a mis en scène de nombreuses productions. En tant que metteur en scène, Hoffman a obtenu deux nominations au Drama Desk Award dans la catégorie meilleur metteur en scène pour une pièce, la première en 2001 pour Jesus Hopped the 'A' Train (en) et la seconde pour Our Lady of 121st Street, deux ans plus tard,.
Il s'est fait connaître comme acteur de théâtre en 2000 dans la pièce off-Broadway The Author's Voice, recevant une nomination au Drama Desk Awards du meilleur acteur dans une pièce de théâtre. À Broadway, il a joué dans les reprises de True West (2000) et de Long Day's Journey Into Night (2003), qui lui vaut deux nominations aux Tony Awards.
En 2012, il tient le rôle de Willy Loman dans la reprise de Broadway de Mort d'un commis voyageur, d'Arthur Miller au Ethel Barrymore Theatre, incitant le critique Ben Brantley, du New York Times, à conclure que « M. Hoffman est l'un des meilleurs acteurs de sa génération [...] incontestable ». Il recevra une troisième nomination au Tony Award, dans la catégorie meilleur acteur dans une pièce de théâtre.

### Vie privée
Philip Seymour Hoffman était en couple avec la costumière Mimi O'Donnell, durant les quinze dernières années de sa vie. Ils s'étaient rencontrés en 1999 au Center Stage de New York, où il met en scène In Arabia We'd All Be Kings (en) de Stephen Adly Guirgis. Ils ont eu trois enfants :  Cooper Alexander en mars 2003, Tallulah en novembre 2006 et Willa en octobre 2008,,
Il mesurait 1,77 m. Le New York Times le décrit comme « un homme trapu et souvent somnolent aux cheveux blonds, généralement mal peignés qui préférait les vêtements froissés plus associés à un acteur sans travail qu'à une star ». Philip Seymour Hoffman se teignait souvent les cheveux et a gagné ou perdu du poids pour des rôles et était connu pour son dévouement parfois douloureux à son métier.
Dans une interview donnée en 2006, il révèle avoir souffert d'alcoolisme et de toxicomanie et avoir fait une cure de désintoxication après avoir été diplômé de l'université à 22 ans : « je prenais tout ce que j'avais sous la main... tout était bon pour moi ». Il fait toutefois une rechute plus de vingt ans plus tard, à l'héroïne et aux médicaments sur ordonnance. Il retourne en cure de désintoxication pendant une dizaine de jours en mai 2013,.

### Mort
Le 2 février 2014, l'acteur de 46 ans est retrouvé mort,, dans la salle de bains de son appartement au 4e étage d'un immeuble du West Village à Manhattan, dans l'État de New York, aux (États-Unis), par un de ses proches, le dramaturge et scénariste de cinéma David Bar Katz. Une fouille de l'appartement permet aux enquêteurs d'y trouver de l'héroïne. La police révèle aussi que l'acteur a été découvert avec une seringue plantée dans le bras,.
Le 28 février 2014, le cabinet médical new-yorkais chargé de l'examen du corps déclare que la mort est un accident causé par une intoxication aiguë à un mélange incluant drogues (héroïne, cocaïne, amphétamines, morphine) et médicaments (benzodiazépines),. L'examen ne permet pas de déterminer si la prise de toutes ces substances a eu lieu le jour même ou si certaines d'entre elles demeuraient dans son organisme du fait d'utilisations antérieures.
Ses obsèques sont célébrées à l'église Saint-Ignace-de-Loyola de New York le 7 février.

## Théâtre
- 2000 : True West de Sam Shepard
- 2001 : La Mouette de Anton Tchekhov
- 2003 : Le Long Voyage vers la nuit de Eugene O'Neill
- 2009 : Othello de William Shakespeare
- 2012 : Mort d'un commis voyageur d'Arthur Miller à Broadway
- 2012 : Mademoiselle Julie de August Strindberg

## Filmographie

### Acteur

#### Cinéma

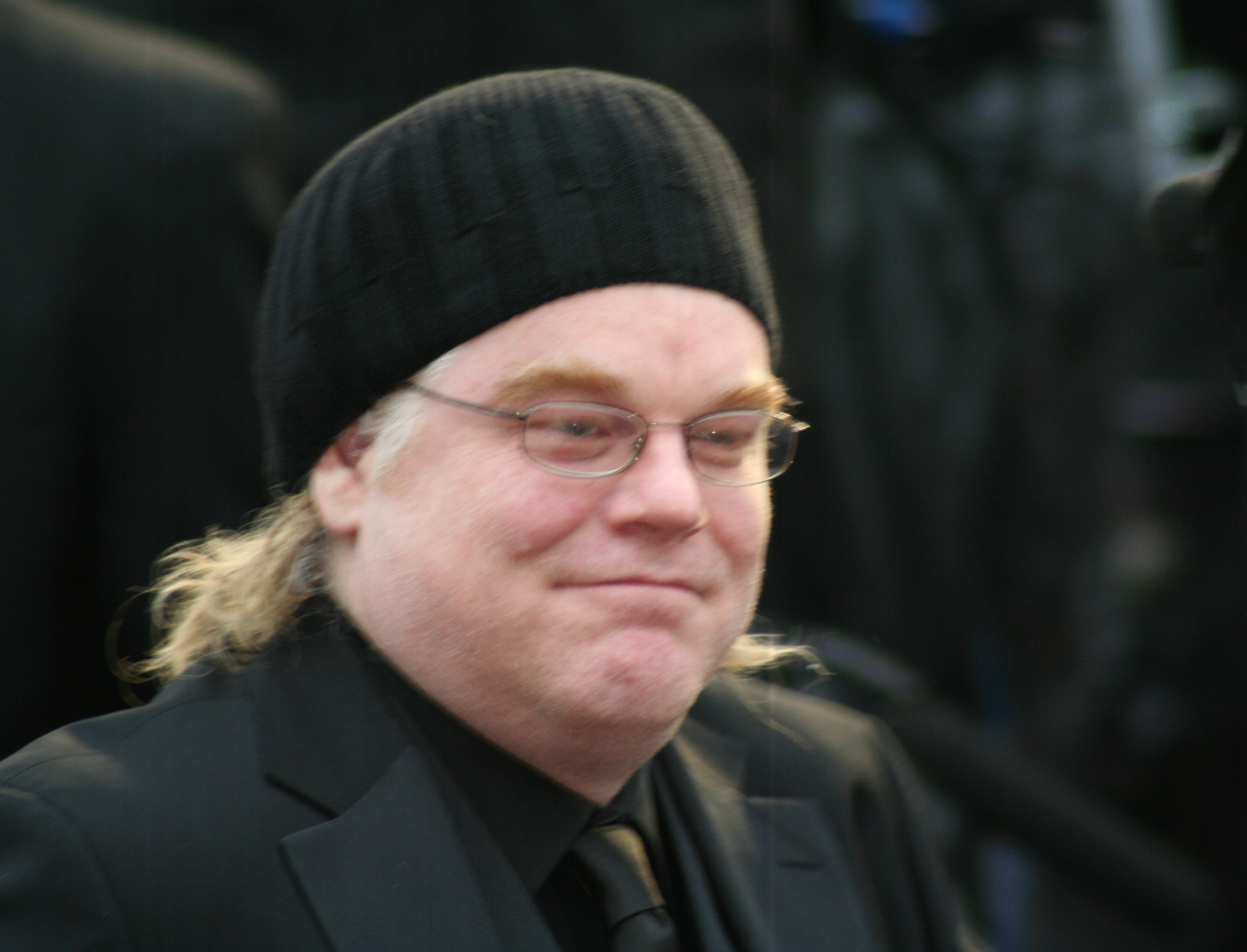
Philip Seymour Hoffman en 2009.

- 1991 : Triple Bogey on a Par Five Hole d'Amos Poe : Klutch
- 1992 : Szuler d'Adek Drabinski : Martin
- 1992 : My New Gun de Stacy Cochran (en) : Chris
- 1992 : En toute bonne foi (Leap of Faith) de Richard Pearce : Matt
- 1992 : Le Temps d'un week-end (Scent of a Woman) de Martin Brest : George Willis, Jr.
- 1993 : Joey Breaker de Steven Starr : Wiley McCall
- 1993 : My Boyfriend's Back de Bob Balaban : Chuck Bronski
- 1993 : Money for Nothing de Ramón Menéndez : Cochran
- 1994 : Guet-apens (The Getaway) de Roger Donaldson : Frank Hansen
- 1994 : Pour l'amour d'une femme (When a Man Loves a Woman) de Luis Mandoki : Gary
- 1994 : Un homme presque parfait (Nobody's Fool) de Robert Benton : Officier Raymer
- 1995 : The Fifteen Minute Hamlet de Todd Louiso (court métrage) : Bernardo, Horatio et Laertes
- 1996 : Double Mise (Hard Eight) de Paul Thomas Anderson : Jeune joueur de craps
- 1996 : Twister de Jan de Bont : Dustin Davis
- 1997 : Boogie Nights de Paul Thomas Anderson : Scotty J.
- 1998 : Montana de Jennifer Leitzes : Duncan
- 1998 : Et plus si affinités (Next Stop Wonderland) de Brad Anderson : Sean
- 1998 : The Big Lebowski de Joel Coen : Brandt
- 1998 : Happiness de Todd Solondz : Allen
- 1998 : Docteur Patch (Patch Adams) de Tom Shadyac : Mitch Roman
- 1998 : Culture de Josh Gordon et de Will Speck (court métrage) : Bill
- 1999 : Personne n'est parfait(e) (Flawless) de Joel Schumacher : Rusty Zimmerman
- 1999 : Magnolia de Paul Thomas Anderson : Phil Parma
- 1999 : Le Talentueux Mr Ripley (The Talented Mr. Ripley) d'Anthony Minghella : Freddie Miles
- 2000 : Séquences et Conséquences (State and Main) de David Mamet : Joseph Turner White
- 2000 : Presque célèbre (Almost Famous) de Cameron Crowe : Lester Bangs
- 2002 : Love Liza de Todd Louiso : Wilson Joel
- 2002 : Punch-Drunk Love - Ivre d'amour (Punch-Drunk Love) de Paul Thomas Anderson : Dean Trumbell
- 2002 : Dragon rouge (Red Dragon) de Brett Ratner : Freddy Lounds
- 2002 : La 25e Heure (25th Hour) de Spike Lee : Jacob Elinsky
- 2003 : Mister Cash (Owning Mahowny) de Richard Kwietniowski : Dan Mahowny
- 2003 : Mattress Man Commercial (vidéo) de Paul Thomas Anderson : Dean Trumbell
- 2003 : Retour à Cold Mountain (Cold Mountain) d'Anthony Minghella : Révérend Veasey
- 2004 : Polly et moi (Along Came Polly) de John Hamburg : Sandy Lyle
- 2005 : Strangers with Candy de Paul Dinello : Henry
- 2005 : Truman Capote (Capote) de Bennett Miller : Truman Capote
- 2006 : Mission impossible 3 (Mission: Impossible III) de J. J. Abrams : Owen Davian
- 2007 : 7 h 58 ce samedi-là (Before The Devil Knows You're Dead) de Sidney Lumet : Andy
- 2007 : La Famille Savage (The Savages) de Tamara Jenkins : Jon Savage
- 2007 : La Guerre selon Charlie Wilson (Charlie Wilson's War) de Mike Nichols : Gust Avrakotos
- 2008 : Doute (Doubt) de John Patrick Shanley : Le père Brendan Flynn
- 2008 : Synecdoche, New York de Charlie Kaufman : Caden Cotard
- 2009 : Mary et Max d'Adam Elliot : Max Jerry Horowitz (voix)
- 2009 : Good Morning England (The Boat That Rocked) de Richard Curtis : Le « Comte »
- 2010 : The Invention of Lying (The Invention of Lying) de Ricky Gervais : Jim, le barman (caméo)
- 2010 : Rendez-vous l'été prochain (Jack Goes Boating) de Philip Seymour Hoffman : Jack
- 2011 : Les Marches du pouvoir (The Ides of March) de George Clooney : Paul Zara
- 2011 : Le Stratège (Moneyball) de Bennett Miller : Art Howe
- 2012 : The Master de Paul Thomas Anderson : Lancaster Dodd
- 2012 : Le Quatuor (A Late Quartet) de Yaron Zilberman : Robert
- 2013 : Hunger Games : L'Embrasement (The Hunger Games: Catching Fire) de Francis Lawrence : Plutarch Heavensbee (le Haut Juge)
- 2014 : God's Pocket de John Slattery : Mickey Scarpato
- 2014 : Un homme très recherché (A Most Wanted Man) d'Anton Corbijn : Günther Bachmann
- 2014 : Hunger Games : La Révolte, partie 1 (The Hunger Games: Mockingjay - Part 1) de Francis Lawrence : Plutarch Heavensbee (sortie posthume)
- 2015 : Hunger Games : La Révolte, partie 2 (The Hunger Games: Mockingjay - Part 2) de Francis Lawrence : Plutarch Heavensbee (sortie posthume)

#### Télévision
- 1991 : New York, police judiciaire (Law and Order) (série) : Steve Haunauer (14 épisodes)
- 1994 : The Yearling de Rod Hardy : Buck
- 1997 : Liberty! The American Revolution (mini-série) : Joseph Plumb Martin (4 épisodes)
- 2005 : Empire Falls de Fred Schepisi : Charlie Mayne
- 2009 : Arthur (série) : Will Toffman (voix - 1 épisode)

#### Doublage
- 2009 : Mary et Max (Mary and Max) de Adam Elliot : Max Horowitz
- 2011 : A Child's Garden of Poetry d'Amy Schatz (téléfilm) :

### Réalisateur
- 2010 : Rendez-vous l'été prochain (Jack Goes Boating)

## Distinctions
Cette section récapitule les principales récompenses et nominations obtenues par Philip Seymour Hoffman. Pour une liste plus complète, consulter IMDb.

### Récompenses/Nominations
Mostra de Venise
- 2012 : Coupe Volpi de la meilleure interprétation masculine pour The Master (2012)

Oscars
- 2006 : Oscar du meilleur acteur pour Truman Capote (2005)
- 2008 : nomination à l'Oscar du meilleur acteur dans un second rôle pour La Guerre selon Charlie Wilson (2007)
- 2009 : nomination à l'Oscar du meilleur acteur dans un second rôle pour Doute (2008)
- 2013 : nomination à l'Oscar du meilleur acteur dans un second rôle pour The Master (2012)

BAFTA
- 2006 : BAFTA du meilleur acteur pour Truman Capote (2005)
- 2008 : nomination au BAFTA du meilleur acteur dans un second rôle pour La Guerre selon Charlie Wilson (2007)
- 2009 : nomination au BAFTA du meilleur acteur dans un second rôle pour Doute (2008)
- 2012 : nomination au BAFTA du meilleur acteur dans un second rôle pour Les Marches du Pouvoir (2011)
- 2013 : nomination au BAFTA du meilleur acteur dans un second rôle pour The Master (2012)

Golden Globes
- 2006 : Golden Globe du meilleur acteur dans un film dramatique pour Truman Capote (2005)
- 2008 : nomination au Golden Globe du meilleur acteur dans un second rôle pour La Guerre selon Charlie Wilson (2007)
- 2008 : nomination au Golden Globe du meilleur acteur dans un film musical ou une comédie pour La Famille Savage (2007)
- 2009 : nomination au Golden Globe du meilleur acteur dans un second rôle pour Doute (2008)
- 2013 : nomination au Golden Globe du meilleur acteur dans un second rôle pour The Master (2012)

Screen Actors Guild Awards
- 1998 : nomination au Screen Actors Guild Award de la meilleure distribution pour Boogie Nights (1997)
- 2000 : nomination au Screen Actors Guild Award de la meilleure distribution pour Magnolia (1999)
- 2000 : nomination au Screen Actors Guild Award du meilleur acteur pour Personne n'est parfait(e) (1999)
- 2001 : nomination au Screen Actors Guild Award de la meilleure distribution pour Presque célèbre (2000)
- 2006 : nomination au Screen Actors Guild Award de la meilleure distribution pour Truman Capote (2005)
- 2006 : Screen Actors Guild Award du meilleur acteur pour Truman Capote (2005)
- 2009 : nomination au Screen Actors Guild Award de la meilleure distribution pour Doute (2008)
- 2009 : nomination au Screen Actors Guild Award du meilleur acteur dans un second rôle pour Doute (2008)
- 2013 : nomination au Screen Actors Guild Award du meilleur acteur dans un second rôle pour The Master (2012)

Film Independent's Spirit Awards
- 1999 : nomination au Independent Spirit Award du meilleur acteur dans un second rôle pour Happiness (1998)
- 2006 : Independent Spirit Award du meilleur acteur pour Truman Capote (2005)
- 2008 : Independent Spirit Award du meilleur acteur pour La Famille Savage (2007)
- 2009 : prix Robert-Altman pour Synecdoche, New York (2008)

## Voix françaises
Philip Seymour Hoffman a été doublé en français par les acteurs suivants :